# 蒙塔索拉
蒙塔索拉（義大利語：Montasola），是意大利列蒂省的一个市镇。总面积12.64平方公里，人口431人，人口密度34.1人/平方公里（2009年）。ISTAT代码为057039。